# Circuito di Biella 1935
Il Circuito di Biella 1935 è stato una gara automobilistica, non valida Campionato europeo, aperta a Formula Grand Prix, Voiturette e Vetture Sport.

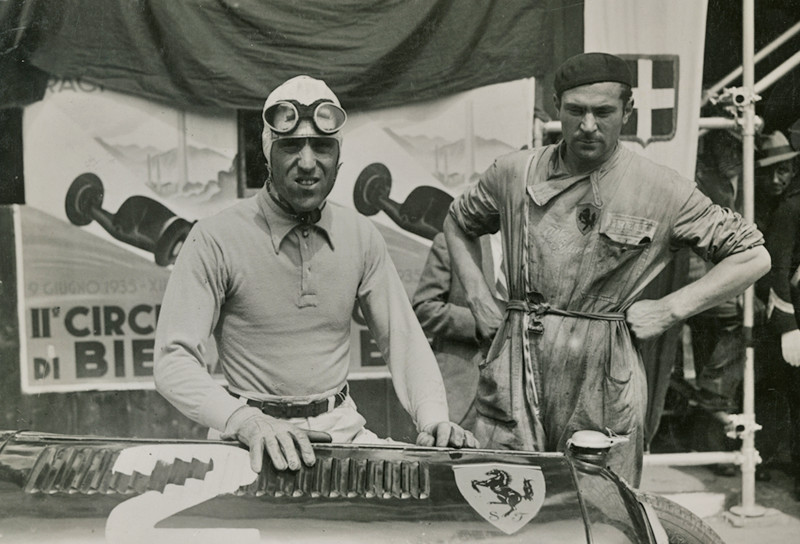
Da sinistra: Tazio Nuvolari e un meccanico della Scuderia Ferrari posano accanto all'Alfa Romeo Tipo B P3 "Sport" in occasione della vittoriosa edizione, 9 giugno 1935

## Vetture
Vetture iscritte alla gara.
| Costruttore | Vettura       | Categoria  | Cilindrata          |
| ----------- | ------------- | ---------- | ------------------- |
| Alfa Romeo  | P3            | Grand Prix | 3200cc - 8 cilindri |
| Alfa Romeo  | 8C 2300 Monza | Grand Prix | 2300cc - 8 cilindri |
| Alfa Romeo  | 8C 2600 Monza | Grand Prix | 2600cc - 8 cilindri |
| Maserati    | 4CM           | Voiturette | 1500cc - 4 cilindri |
| Maserati    | 4 CS          | Sport      | 1500cc - 4 cilindri |
| Maserati    | 6C 34         | Grand Prix | 3700cc - 6 cilindri |
| Maserati    | 8CM           | Grand Prix | 3200cc - cilindri   |

## Qualifiche

### Prima batteria
Risultati della prima batteria.
| Pos | Nº | Pilota              | Scuderia           | Vettura                  | Giri | Tempo /Ritiro   |
| --- | -- | ------------------- | ------------------ | ------------------------ | ---- | --------------- |
| 1   | 2  | Tazio Nuvolari      | Scuderia Ferrari   | Alfa Romeo P3            | 25   | 37'20"0         |
| 2   | 6  | Carlo Felice Trossi | Scuderia Ferrari   | Alfa Romeo P3            | 25   | 37'41"4         |
| 3   | 16 | Nino Farina         | Gino Rovere        | Maserati 4CM             | 25   | 38'17"0         |
| 4   | 22 | Piero Dusio         | Scuderia Subalpina | Maserati 8CM             | 25   | 38'58"8         |
| 5   | 12 | Pietro Ghersi       | Scuderia Subalpina | Maserati 8CM             | 25   | 39'12"4         |
| 6   | 26 | Hellé Nice          | Privata            | Alfa Romeo 8C 2300 Monza | 23   | 38'16"4         |
| 7   | 30 | Luigi Castelbarco   | Privato            | Maserati 4CM             | 23   | 39'26"2         |
| Rit | 28 | Luigi Soffietti     | Privato            | Maserati 8CM             | 9    | Pompa dell'olio |

Note
Giro veloce: Carlo Felice Trossi (1'27"8)
Qualificati per la finale: Tazio Nuvolari, Carlo Felice Trossi, Nino Farina e Piero Dusio

### Seconda batteria
Risultati della seconda batteria.
| Pos | Nº | Pilota           | Scuderia           | Vettura                  | Giri | Tempo /Ritiro |
| --- | -- | ---------------- | ------------------ | ------------------------ | ---- | ------------- |
| 1   | 4  | Louis Chiron     | Scuderia Ferrari   | Alfa Romeo P3            | 25   | 38'01"4       |
| 2   | 8  | Mario Tadini     | Scuderia Ferrari   | Alfa Romeo P3            | 25   | 38'19"4s      |
| 3   | 10 | Achille Varzi    | Scuderia Subalpina | Maserati 6C34            | 25   | 39'23"0       |
| 4   | 24 | Giovanni Minozzi | Privato            | Alfa Romeo 8C 2300 Monza | 24   | 38'32"6       |
| 5   | 18 | Giovanni Lurani  | Privato            | Maserati 4CS             | 23   | 39'11"6       |
| Rit | 32 | Gino Rovere      | Gino Rovere        | Maserati 4CM             | 21   | Incidente     |
| Rit | 20 | Luigi Pages      | Privato            | Alfa Romeo 8C 2300 Monza | 18   | Freni         |
| Rit | 14 | Eugenio Siena    | Scuderia Subalpina | Maserati 6C 34           | 13   | Incidente     |

Note
Giro veloce: Louis Chiron (1m29.2s).
Qualificati per la finale: Louis Chiron, Mario Tadini e Achille Varzi.

### Risultati
Piloti classificati per la gara finale.
| Pos | Nº | Pilota              | Scuderia           | Vettura       | Giri | Tempo/Ritiro |
| --- | -- | ------------------- | ------------------ | ------------- | ---- | ------------ |
| 1   | 2  | Tazio Nuvolari      | Scuderia Ferrari   | Alfa Romeo P3 | 25   | 37'20"0      |
| 2   | 6  | Carlo Felice Trossi | Scuderia Ferrari   | Alfa Romeo P3 | 25   | 37'41"4      |
| 3   | 4  | Louis Chiron        | Scuderia Ferrari   | Alfa Romeo P3 | 25   | 38'01"4      |
| 4   | 16 | Nino Farina         | Gino Rovere        | Maserati 4CM  | 25   | 38'17"0      |
| 5   | 8  | Mario Tadini        | Scuderia Ferrari   | Alfa Romeo P3 | 25   | 38'19"4      |
| 6   | 22 | Piero Dusio         | Scuderia Subalpina | Maserati 8CM  | 25   | 38'58"8      |
| 7   | 10 | Achille Varzi       | Scuderia Subalpina | Maserati 6C34 | 25   | 39'23"0      |

NoteI piloti sono indicati in base al tempo di percorrenza nella propria batteria.

## Gara

### Griglia di partenza
Posizionamento dei piloti alla partenza della gara.
| Prima fila   | 1 Pos.                         |                      | 2 Pos.                    |                         | 3 Pos.               |
| ------------ | ------------------------------ | -------------------- | ------------------------- | ----------------------- | -------------------- |
|              | Carlo Felice Trossi Alfa Romeo |                      | Tazio Nuvolari Alfa Romeo |                         | Nino Farina Maserati |
| Seconda fila |                                | 4 Pos.               |                           | 5 Pos.                  |                      |
|              |                                | Piero Dusio Maserati |                           | Louis Chiron Alfa Romeo |                      |
| Terza fila   | 6 Pos.                         |                      | 7 Pos.                    |                         | 8 Pos.               |
|              |                                |                      | Mario Tadini Alfa Romeo   |                         |                      |

NoteAchille Varzi, che avrebbe dovuto schierarsi in sesta posizione, non prese il via della gara.

### Risultati
Piloti classificati per la gara finale.
| Pos | Nº | Pilota              | Scuderia           | Vettura       | Giri | Tempo /Ritiro |
| --- | -- | ------------------- | ------------------ | ------------- | ---- | ------------- |
| 1   | 2  | Tazio Nuvolari      | Scuderia Ferrari   | Alfa Romeo P3 | 50   | 1h14'50"4     |
| 2   | 4  | Louis Chiron        | Scuderia Ferrari   | Alfa Romeo P3 | 50   | 1h15'23"6     |
| 3   | 16 | Nino Farina         | Gino Rovere        | Maserati 4CM  | 50   | 1h15'37"0     |
| 4   | 22 | Piero Dusio         | Scuderia Subalpina | Maserati 8CM  | 48   | 1h15'35"0     |
| 5   | 8  | Mario Tadini        | Scuderia Ferrari   | Alfa Romeo P3 | 47   | 1h15'29"0     |
| Rit | 6  | Carlo Felice Trossi | Scuderia Ferrari   | Alfa Romeo P3 | 24   |               |
| NP  | 10 | Achille Varzi       | Scuderia Subalpina | Maserati 6C34 | 0    |               |

Note
Giro veloce: Carlo Felice Trossi (1m25.6s)

## Premi
Vennero messi in palio premi in denaro per un valore complessivo di 100.000 lire.